# コガラパゴスフィンチ
コガラパゴスフィンチ (Geospiza fuliginosa) は、フウキンチョウ科のダーウィンフィンチ類に属する鳥類の1種。

## 分布
ガラパゴス諸島の固有種であり、ヘノベサ島、ダーウィン島、ウォルフ島を除き、諸島のほとんどの島の低木地や疎林その他の生息域において、広範囲に普通種として生息する。

## 形態
全長11cm、体重14g。成鳥の雄は全身黒色で、下尾筒にのみ白斑がある。雌および若鳥は上面褐色で、下面に縞がある。くちばしは円錐形で短め。ガラパゴスフィンチ属 Geospiza のうち最小種であるが、大きさはハシボソガラパゴスフィンチ (Geospiza difficilis) と同じぐらいに見え、識別にはくちばしの形とともに分布も考慮する。

## 生態
海岸や移行帯を好むが、高地にもいることがあり、非繁殖期には多くが高地に移動する。ときに他のダーウィンフィンチ類との混群をつくる。
食性はダーウィンフィンチ類のうち最も雑食性を示す。種子、オプンティアの花、葉芽、葉、花、小さなアオムシや昆虫、落ちたオプンティアの果肉、腐肉、外来果実、蠕虫などを餌とする。また一般的に、ガラパゴスゾウガメ（イサベラ島、サンタ・クルス島、ピンソン島）およびガラパゴスリクイグアナ（フェルナンディナ島、プラザ島）やウミイグアナ（フェルナンディナ島、エスパニョラ島、サンタ・クルス島）の皮膚から寄生生物を採餌する。
巣は、小枝、草、樹皮で作った椀状のもので、サボテンや藪の中に営巣し、巣内に地衣類などを敷く。